# Хосін Яхі
Хосін Яхі (араб. حسین یاحی, нар. 25 квітня 1960, Ель-Маданія) — алжирський футболіст, що грав на позиції нападника.
Виступав, зокрема, за клуб «Белуїздад», а також національну збірну Алжиру.

## Клубна кар'єра
У дорослому футболі дебютував 1978 року виступами за команду «Белуїздад», в якій провів дванадцять сезонів.
Завершив професійну ігрову кар'єру у північноірландському клубі «Лінфілд», за який виступав протягом сезону 1990/91 років.

## Виступи за збірні
1979 року залучався до складу молодіжної збірної Алжиру, разом з якою став чвертьфіналістом молодіжного чемпіонату світу в Мексиці, зігравши в усіх чотирьох матчах.
1980 року виступав у складі олімпійської збірної Алжиру на олімпійському футбольному турнірі в СРСР, де «лиси пустелі» змогли вийти з групи.
У складі національної збірної був учасником чемпіонату світу 1982 року в Іспанії. Також у її складі став бронзовим призером Кубка африканських націй 1984 і 1988 року, півфіналістом Кубка африканських націй 1982 року і учасником Кубка африканських націй 1986 року.
Протягом кар'єри у національній команді, яка тривала 11 років, провів у формі головної команди країни 52 матчі, забивши 8 голів.

## Титули і досягнення
- Володар Кубка африканських націй (U-21): 1979
- Бронзовий призер Кубка африканських націй: 1984, 1988